# Élections législatives de 2024 dans la Seine-Saint-Denis
Les élections législatives de 2024 dans la Seine-Saint-Denis se déroulent les 30 juin et 7 juillet 2024. Dans le département, douze députés sont à élire dans le cadre de douze circonscriptions, à la suite de la dissolution de l'Assemblée nationale par Emmanuel Macron.
Le choix de cette dissolution est pris après la défaite de la liste Renaissance aux élections européennes qui ont lieu le 9 juin 2024.

## Contexte

### Européennes
| Circonscription | RN      | ENS     | PS - PP | LFI     | LR     | LÉ      | REC    |
| --------------- | ------- | ------- | ------- | ------- | ------ | ------- | ------ |
| Circonscription |         |         |         |         |        |         |        |
| 1re             | 10,9 %  | 8,22 %  | 15,04%  | 41 %    | 2,97 % | 8,17%   | 3,41 % |
| 2e              | 12,39 % | 5,44 %  | 10,48 % | 52,25 % | 2,73 % | 5,16 %  | 2,18 % |
| 3e              | 21,04 % | 13,42 % | 14,88 % | 22,94 % | 5,85 % | 6,08 %  | 4,38 % |
| 4e              | 18,49 % | 5,7 %   | 6,34 %  | 50,38 % | 2,73 % | 2,17 %  | 2,96 % |
| 5e              | 22,21 % | 7,1 %   | 7,37 %  | 42,85 % | 3,01 % | 3,03 %  | 3,52 % |
| 6e              | 10,23 % | 6,4 %   | 16,39 % | 41,15 % | 2,87 % | 10,12 % | 2,86 % |
| 7e              | 8,69 %  | 6,81 %  | 19,73 % | 35,23 % | 2,51 % | 14,05 % | 2,47 % |
| 8e              | 22,52 % | 11,74 % | 12,58 % | 24,89 % | 6,6 %  | 5,52 %  | 5,53 % |
| 9e              | 12,96 % | 7,48 %  | 16,59 % | 34,97 % | 4,17 % | 9,33 %  | 4,35 % |
| 10e             | 20,49 % | 8,16 %  | 9,49 %  | 38,45 % | 5,65 % | 3,38 %  | 4,04 % |
| 11e             | 20,06 % | 6,87 %  | 6,68 %  | 46,69 % | 2,98 % | 3,07 %  | 3,18 % |
| 12e             | 26,24 % | 10,08 % | 9,49 %  | 29,35 % | 5,74 % | 3,63 %  | 5,53 % |

### Sondages

#### 7ecirconscription de la Seine-Saint-Denis
Premier tour
| Sondeur | Date       | Échantillon | LO      | NPA-R   | PRCF    | LFI (NFP)   | LFI diss. | RL        | HOR (ENS) | UDI   | RN    | DP     |
| Sondeur | Date       | Échantillon | Jochaud | Caudron | Duterte | Ali Ben Ali | Corbière  | Verhaeghe | Breteau   | Toche | Trova | Atlani |
| ------- | ---------- | ----------- | ------- | ------- | ------- | ----------- | --------- | --------- | --------- | ----- | ----- | ------ |
| Sondeur | Date       | Échantillon |         |         |         |             |           |           |           |       |       |        |
| Ifop    | 25-26 juin | 700         | 1 %     | 0 %     | 1%      | 35 %        | 40 %      | 1,5 %     | 10 %      | 1,5 % | 10 %  | 0 %    |

Second tour
| Sondeur | Date       | Échantillon | LFI (NFP)   | LFI diss. |
| Sondeur | Date       | Échantillon | Ali Ben Ali | Corbière  |
| ------- | ---------- | ----------- | ----------- | --------- |
| Sondeur | Date       | Échantillon |             |           |
| Ifop    | 25-26 juin | 700         | 46%         | 54 %      |

## Système électoral
Les élections législatives ont lieu au scrutin uninominal majoritaire à deux tours dans des circonscriptions uninominales.
Est élu au premier tour le candidat qui réunit la majorité absolue des suffrages exprimés et un nombre de voix au moins égal au quart des électeurs inscrits dans la circonscription, soit 25 %. Si aucun des candidats ne satisfait ces conditions, un second tour est organisé entre les candidats ayant réuni un nombre de voix au moins égal à un huitième des inscrits, soit 12,5 %. Les deux candidats arrivés en tête du 1er tour se maintiennent néanmoins par défaut si un seul ou aucun d'entre eux n'a atteint ce seuil. Au second tour, le candidat arrivé en tête est déclaré élu,.
Le seuil de qualification basé sur un pourcentage du total des inscrits et non des suffrages exprimés rend plus difficile l'accès au second tour lorsque l'abstention est élevée. Le système permet en revanche l'accès au second tour de plus de deux candidats si plusieurs d'entre eux franchissent le seuil de 12,5 % des inscrits. Les candidats en lice au second tour peuvent ainsi être trois, un cas de figure appelé « triangulaire ». Les second tours où s'affrontent quatre candidats, appelés « quadrangulaire » sont également possibles, mais beaucoup plus rares,.

### Partis et nuances
Les résultats des élections sont publiés en France par le ministère de l'Intérieur, qui classe les partis en leur attribuant des nuances politiques. Ces dernières sont décidées par les préfets, qui les attribuent indifféremment de l'étiquette politique déclarée par les candidats, qui peut être celle d'un parti ou une candidature sans étiquette.
Seuls le Parti communiste français (COM), La France insoumise (FI), le Parti socialiste (SOC), le Parti radical de gauche (RDG), Les Écologistes (VEC), Renaissance (RE), le Mouvement démocrate (MDM), Horizons (HOR), l'Union des démocrates et indépendants (UDI), Les Républicains (LR), le Rassemblement national (RN) et Reconquête (REC) se voient attribuer en 2024 des nuances propres. Les coalitions Ensemble et Nouveau front populaire, ainsi que les candidats de l'alliance LR-Ciotti-RN, en bénéficient également indirectement, les nuances Ensemble ! (Majorité présidentielle) (ENS), Union de la gauche (UG) et Union de l'extrême-droite (UXD) étant attribuables aux candidats bénéficiant respectivement du soutien de deux partis du centre, de deux partis de gauche ou de deux partis d'extrême-droite,.
Tous les autres partis se voient attribuer l'une ou l'autre des nuances suivantes : EXG (extrême gauche), DVG (divers gauche), ECO (écologiste), REG (régionaliste), DVC (divers centre), DVD (divers droite), DSV (droite souverainiste) et EXD (extrême droite). Des partis comme Debout la France ou Lutte ouvrière ne disposent ainsi pas de nuances propres, et leurs résultats nationaux ne sont pas publiés séparément par le ministère, car mélangés avec d'autres partis (respectivement dans les nuances DSV et EXG).

## Élus
| Circonscription | Député sortant      | Parti | Parti     | Groupe    | Député élu ou réélu | Parti | Parti       | Groupe  |
| --------------- | ------------------- | ----- | --------- | --------- | ------------------- | ----- | ----------- | ------- |
| 1re             | Éric Coquerel       |       | LFI       | LFI-NUPES | Éric Coquerel       |       | LFI         | LFI-NFP |
| 2e              | Stéphane Peu        |       | PCF       | GDR-NUPES | Stéphane Peu        |       | PCF         | GDR     |
| 3e              | Thomas Portes       |       | LFI       | LFI-NUPES | Thomas Portes       |       | LFI         | LFI-NFP |
| 4e              | Soumya Bourouaha    |       | PCF       | GDR-NUPES | Soumya Bourouaha    |       | PCF         | GDR     |
| 5e              | Raquel Garrido      |       | LFI       | LFI-NUPES | Aly Diouara         |       | SSDAC - LFI | LFI-NFP |
| 6e              | Bastien Lachaud     |       | LFI       | LFI-NUPES | Bastien Lachaud     |       | LFI         | LFI-NFP |
| 7e              | Alexis Corbière     |       | LFI       | LFI-NUPES | Alexis Corbière     |       | LFI diss.   | EcoS    |
| 8e              | Fatiha Keloua Hachi |       | PS        | SOC       | Fatiha Keloua Hachi |       | PS          | SOC     |
| 9e              | Aurélie Trouvé      |       | LFI       | LFI-NUPES | Aurélie Trouvé      |       | LFI         | LFI-NFP |
| 10e             | Nadège Abomangoli   |       | LFI       | LFI-NUPES | Nadège Abomangoli   |       | LFI         | LFI-NFP |
| 11e             | Clémentine Autain   |       | LFI - GES | LFI-NUPES | Clémentine Autain   |       | LFI - GES   | EcoS    |
| 12e             | Jérôme Legavre      |       | POI       | LFI-NUPES | Jérôme Legavre      |       | POI         | LFI-NFP |

## Résultats

### Taux de participation
| Taux de participation | 1er tour | 1er tour | 1er tour   | 2d tour | 2d tour | 2d tour    | Différence entre les deux tours |
| Taux de participation | En 2022  | En 2024  | Différence | En 2022 | En 2024 | Différence | Différence entre les deux tours |
| --------------------- | -------- | -------- | ---------- | ------- | ------- | ---------- | ------------------------------- |
| À midi                | 9,85 %   | 17,93 %  | 8,08       | 8,88 %  | 12,77 % | 3,89       | 5,16                            |
| À 17 heures           | 27,92 %  | 47,04 %  | 19,12      | 25,23 % | 39,60 % | 14,37      | 7,44                            |
| Final                 | 38,93 %  | 60,62 %  | 21,69      | 36,61 % | 57,16 % | 20,55      | 3,46                            |

### Résultats à l'échelle du département

#### Résultats par coalition
| Parti et coalition                          | Parti et coalition                                       | Parti et coalition                                       | Premier tour | Premier tour | Premier tour | Second tour   | Second tour   | Second tour | Total Sièges  | +/-           |  |
| Parti et coalition                          | Parti et coalition                                       | Parti et coalition                                       | Voix         | %            | Sièges       | Voix          | %             | Sièges      | Total Sièges  | +/-           |  |
| ------------------------------------------- | -------------------------------------------------------- | -------------------------------------------------------- | ------------ | ------------ | ------------ | ------------- | ------------- | ----------- | ------------- | ------------- |  |
|                                             |                                                          | La France insoumise (LFI)                                | 166 889      | 34,37        | 5            | 49 447        | 22,39         | 1           | 6             | 2             |  |
|                                             | Parti communiste français (PCF)                          | 37 815                                                   | 7,79         | 1            | 19 486       | 8,82          | 1             | 2           | en stagnation |               |  |
|                                             | Parti socialiste (PS)                                    | 19 193                                                   | 3,95         | 0            | 24 476       | 11,08         | 1             | 1           | en stagnation |               |  |
|                                             | Parti ouvrier indépendant (POI)                          | 17 566                                                   | 3,62         | 0            | 22 974       | 10,40         | 1             | 1           | en stagnation |               |  |
|                                             | La Seine-Saint-Denis au cœur (SSDAC)                     | 12 141                                                   | 2,50         | 0            | 20 511       | 9,29          | 1             | 1           | 1             |               |  |
| Total Nouveau Front populaire (NFP)         | Total Nouveau Front populaire (NFP)                      | 253 604                                                  | 52,23        | 6            | 136 894      | 61,98         | 5             | 11          | 1             |               |  |
|                                             | Rassemblement national (RN)                              | Rassemblement national (RN)                              | 81 310       | 16,75        | 0            | 37 232        | 16,86         | 0           | 0             | en stagnation |  |
|                                             |                                                          | Union des démocrates et indépendants (UDI)               | 19 701       | 4,06         | 0            | 13 362        | 6,05          | 0           | 0             | en stagnation |  |
|                                             | Les Républicains (LR)                                    | 18 692                                                   | 3,85         | 0            |              |               |               | 0           | en stagnation |               |  |
| Total Union de la droite et du centre (UDC) | Total Union de la droite et du centre (UDC)              | 38 393                                                   | 7,91         | 0            | 13 362       | 6,05          | 0             | 0           | en stagnation |               |  |
|                                             |                                                          | Horizons (HOR)                                           | 14 053       | 2,89         | 0            |               |               |             | 0             | en stagnation |  |
|                                             | Renaissance (RE)                                         | 11 935                                                   | 2,46         | 0            | 0            | en stagnation |               |             |               |               |  |
|                                             | Mouvement démocrate (MoDem)                              | 9 401                                                    | 1,94         | 0            | 0            | en stagnation |               |             |               |               |  |
| Total Ensemble pour la République (ENS)     | Total Ensemble pour la République (ENS)                  | 35 389                                                   | 7,29         | 0            | 0            | en stagnation |               |             |               |               |  |
|                                             | Dissidents Nouveau Front populaire                       | Dissidents Nouveau Front populaire                       | 30 474       | 6,28         | 0            | 25 033        | 11,33         | 1           | 1             | 1             |  |
|                                             | La France insoumise (LFI)                                | La France insoumise (LFI)                                | 8 462        | 1,74         | 0            | 8 361         | 3,79          | 0           | 0             | Nv            |  |
|                                             | Lutte ouvrière (LO)                                      | Lutte ouvrière (LO)                                      | 6 172        | 1,27         | 0            |               |               |             | 0             | en stagnation |  |
|                                             |                                                          | Alliance centriste (AC)                                  | 5 521        | 1,14         | 0            | 0             | en stagnation |             |               |               |  |
|                                             | Rester libre ! (RL)                                      | 518                                                      | 0,11         | 0            | 0            | Nv            |               |             |               |               |  |
| Total Le Centre (LC)                        | Total Le Centre (LC)                                     | 6 039                                                    | 1,24         | 0            | 0            | en stagnation |               |             |               |               |  |
|                                             | Via, la voie du peuple (VIA)                             | Via, la voie du peuple (VIA)                             | 5 016        | 1,03         | 0            | 0             | en stagnation |             |               |               |  |
|                                             | Reconquête (REC)                                         | Reconquête (REC)                                         | 1 561        | 0,32         | 0            | 0             | en stagnation |             |               |               |  |
|                                             | Verts démocrates (VD)                                    | Verts démocrates (VD)                                    | 1 514        | 0,31         | 0            | 0             | Nv            |             |               |               |  |
|                                             | Parti des travailleurs (PT)                              | Parti des travailleurs (PT)                              | 884          | 0,18         | 0            | 0             | en stagnation |             |               |               |  |
|                                             |                                                          | Écologie positive (ÉP)                                   | 878          | 0,18         | 0            | 0             | Nv            |             |               |               |  |
| Total Tous unis pour le vivant (TUPV)       | Total Tous unis pour le vivant (TUPV)                    | 878                                                      | 0,18         | 0            | 0            | en stagnation |               |             |               |               |  |
|                                             | Union des démocrates et indépendants (UDI)               | Union des démocrates et indépendants (UDI)               | 634          | 0,13         | 0            | 0             | en stagnation |             |               |               |  |
|                                             | Équinoxe                                                 | Équinoxe                                                 | 334          | 0,07         | 0            | 0             | Nv            |             |               |               |  |
|                                             | Nouveau Parti anticapitaliste - Révolutionnaires (NPA-R) | Nouveau Parti anticapitaliste - Révolutionnaires (NPA-R) | 236          | 0,05         | 0            | 0             | en stagnation |             |               |               |  |
|                                             | Autres partis                                            | Autres partis                                            | 1 448        | 0,30         | 0            | 0             | en stagnation |             |               |               |  |
|                                             | Sans étiquette (SE)                                      | Sans étiquette (SE)                                      | 13 164       | 2,71         | 0            | 0             | en stagnation |             |               |               |  |
|                                             |                                                          |                                                          |              |              |              |               |               |             |               |               |  |
| Suffrages exprimés                          | Suffrages exprimés                                       | Suffrages exprimés                                       | 485 512      | 97,69        |              | 220 882       | 91,24         |             |               |               |  |
| Votes blancs                                | Votes blancs                                             | Votes blancs                                             | 8 003        | 1,61         | 17 180       | 7,10          |               |             |               |               |  |
| Votes nuls                                  | Votes nuls                                               | Votes nuls                                               | 3 475        | 0,70         | 4 025        | 1,66          |               |             |               |               |  |
| Total                                       | Total                                                    | Total                                                    | 496 990      | 100          | 6            | 242 087       | 100           | 6           | 12            | en stagnation |  |
| Abstentions                                 | Abstentions                                              | Abstentions                                              | 322 828      | 39,38        |              | 181 444       | 42,84         |             |               |               |  |
| Inscrits/Participation                      | Inscrits/Participation                                   | Inscrits/Participation                                   | 819 818      | 60,62        | 423 531      | 57,16         |               |             |               |               |  |

#### Résultats par nuances
| Nuance                 | Nuance                               | Nuance                 | Premier tour | Premier tour | Premier tour | Second tour | Second tour   | Second tour | Total Sièges | +/-           |  |
| Nuance                 | Nuance                               | Nuance                 | Voix         | %            | Sièges       | Voix        | %             | Sièges      | Total Sièges | +/-           |  |
| ---------------------- | ------------------------------------ | ---------------------- | ------------ | ------------ | ------------ | ----------- | ------------- | ----------- | ------------ | ------------- |  |
|                        | Union de la gauche                   | UG                     | 253 604      | 52,23        | 6            | 136 894     | 61,98         | 5           | 11           | 1             |  |
|                        | Rassemblement national               | RN                     | 81 310       | 16,75        | 0            | 37 232      | 16,86         | 0           | 0            | en stagnation |  |
|                        | Ensemble pour la République !        | ENS                    | 35 389       | 7,29         | 0            |             |               |             | 0            | en stagnation |  |
|                        | Divers gauche                        | DVG                    | 30 694       | 6,32         | 0            | 25 033      | 11,33         | 1           | 1            | 1             |  |
|                        | Divers droite                        | DVD                    | 19 341       | 3,98         | 0            |             |               |             | 0            | en stagnation |  |
|                        | Les Républicains                     | LR                     | 18 692       | 3,85         | 0            | 0           | en stagnation |             |              |               |  |
|                        | Union des démocrates et indépendants | UDI                    | 14 020       | 2,89         | 0            | 13 362      | 6,05          | 0           | 0            | en stagnation |  |
|                        | Divers centre                        | DVC                    | 11 201       | 2,31         | 0            |             |               |             | 0            | en stagnation |  |
|                        | Extrême gauche                       | EXG                    | 8 600        | 1,77         | 0            | 0           | en stagnation |             |              |               |  |
|                        | La France insoumise                  | FI                     | 8 462        | 1,74         | 0            | 8 361       | 3,79          | 0           | 0            | Nv            |  |
|                        | Reconquête                           | REC                    | 1 561        | 0,32         | 0            |             |               |             | 0            | en stagnation |  |
|                        | Divers                               | DIV                    | 1 340        | 0,28         | 0            | 0           | en stagnation |             |              |               |  |
|                        | Ecologistes                          | ECO                    | 1 212        | 0,25         | 0            | 0           | en stagnation |             |              |               |  |
|                        | Extrême droite                       | EXD                    | 86           | 0,02         | 0            | 0           | Nv            |             |              |               |  |
|                        |                                      |                        |              |              |              |             |               |             |              |               |  |
| Suffrages exprimés     | Suffrages exprimés                   | Suffrages exprimés     | 485 512      | 97,69        |              | 220 882     | 91,24         |             |              |               |  |
| Votes blancs           | Votes blancs                         | Votes blancs           | 8 003        | 1,61         | 17 180       | 7,10        |               |             |              |               |  |
| Votes nuls             | Votes nuls                           | Votes nuls             | 3 475        | 0,70         | 4 025        | 1,66        |               |             |              |               |  |
| Total                  | Total                                | Total                  | 496 990      | 100          | 6            | 242 087     | 100           | 6           | 12           | en stagnation |  |
| Abstentions            | Abstentions                          | Abstentions            | 322 828      | 39,38        |              | 181 444     | 42,84         |             |              |               |  |
| Inscrits/Participation | Inscrits/Participation               | Inscrits/Participation | 819 818      | 60,62        | 423 531      | 57,16       |               |             |              |               |  |

### Cartes

Nuance politique des candidats arrivés en tête dans chaque commune au 1er tour.
Nuance politique des candidats arrivés en tête dans chaque commune au 2e tour.

### Analyse
La gauche maintient sa mainmise sur la Seine-Saint-Denis à l'occasion de ces élections anticipées, principalement grâce au Nouveau Front populaire. Parmi les douze sortants de gauche représentant le département, six sont réélus dès le premier tour. On compte parmi eux le communiste Stéphane Peu et cinq insoumis dont Clémentine Autain et Éric Coquerel, président sortant de la commission des finances. La socialiste Fatiha Keloua-Hachi à Rosny-sous-Bois frôle quant à elle les 50 % des voix exprimées, et le trotskiste Jérôme Legavre à Livry-Gargan dépasse 45 %. Ils sont aisément réélus au second tour face à leur opposant RN respectif,. L'insoumis Thomas Portes est également aisément réélu à Noisy-le-Grand.
Dans les trois derniers secteurs du département, on note une division de la gauche. Les conjoints Raquel Garrido et Alexis Corbière, sortants à Bobigny-Drancy et Montreuil, ne sont pas réinvestis par LFI pour ces élections. Ils font ainsi face à une candidature insoumise chacun. Alexis Corbière est réélu face à la candidate insoumise officielle mais Raquel Garrido n'arrive que troisième du premier tour dans son secteur. Elle se retire du second tour et c'est Aly Diouara qui est élu pour lui succéder. Cofondateur de Seine-Saint-Denis au coeur, il s'était déjà présenté deux ans auparavant dans la quatrième circonscription, sans succès. Cette dernière reconduit en outre la sortante communiste Soumya Bourouaha. Toutefois, celle-ci a aussi dû composer avec une autre candidature de gauche, Mohamed Awad, investi par les insoumis. Cette investiture a été motivée par la candidature d'Abdel Sadi, maire PCF de Bobigny, en tant que suppléant de Raquel Garrido.
Les autres formations politiques sont ainsi bredouilles à l'issue de ces échéances. Alors qu'en 2022, seuls six des douze candidats RN du département avaient atteint 10 % des voix, uniquement Françoise Trova n'y parvient pas cette fois à Montreuil. Trois candidats dépassent même 20 % des voix pour atteindre le second tour. Le meilleur résultat revient à Jean-François Périer à Livry-Gargan, face à Jérôme Legavre. Il obtient 26 puis 35 % des suffrages exprimés, et l'emporte même à Coubron aux deux tours, bien qu'il a été qualifié de "candidat fantôme".
Du côté de la droite plus modérée, les résultats sont contrastés. Plusieurs candidats LR et UDI peinent à atteindre 10 % et même 5 % par endroits. Par exemple, Louis-Auxile Maillard, militant LR de Saint-Denis, ne récolte que 2,6 % des voix dans la deuxième circonscription. Parmi les meilleurs scores de droite, on trouve Alain Ramadier, député LR de 2017 à 2022, arrivé troisième alors que sa successeure de gauche est réélue dès le premier tour. La maire UDI de Drancy, Aude Lagarde, atteint presque 40 % des voix au second tour face à Aly Diouara. Aude Lagarde est par ailleurs l'épouse de l'ancien député Jean-Christophe Lagarde et ancien président de l'UDI. Elle bénéficiait cependant du soutien de la majorité présidentielle.
La majorité présidentielle n'atteint que 7 % des voix à l'échelle départementale alors qu'elle avait fait élire trois députés en 2017. L'un d'entre eux, Patrice Anato, s'est même présenté en dissidence dans son ancien secteur de Noisy-le-Grand, avec le soutien de l'Alliance centriste. Jean-Pierre Monfils, l'un des trois seuls candidats Renaissance du département, est le seul à atteindre la deuxième place d'un premier tour, plus de cinquante points derrière Éric Coquerel. 
Parmi les plus petites formations, on note la candidature du maire de Montfermeil, Xavier Lemoine, pour le parti Via, ancien Parti chrétien-démocrate. Il frôle 13 % des voix, bien mieux que la fois précédente où il s'était présenté, en 1997. Il avait alors récolté moins de 3 % des voix. Enfin, on remarque la quatrième candidature successive de la porte-parole nationale de Lutte Ouvrière, Nathalie Arthaud. Systématiquement candidate depuis 2012 dans la sixième circonscription, elle obtient son meilleur score de ces quatre élections, obtenant 2,77 % des voix et presque un millier de voix.

### Résultats par circonscription

#### Première circonscription
- Député sortant : Éric Coquerel (La France insoumise)

| Candidat                 | Candidat                  | Parti et coalition       | Nuances                  | Premier tour | Premier tour |
| Candidat                 | Candidat                  | Parti et coalition       | Nuances                  | Voix         | %            |
| ------------------------ | ------------------------- | ------------------------ | ------------------------ | ------------ | ------------ |
|                          | Éric Coquerel             | LFI (NFP)                | UG                       | 27 298       | 65,28        |
|                          | Jean-Pierre Monfils       | RE (ENS)                 | ENS                      | 6 185        | 14,79        |
|                          | Julien Grazioli           | RN                       | RN                       | 4 803        | 11,49        |
|                          | François Péguillet        | LR (UDC)                 | LR                       | 1 208        | 2,89         |
|                          | Gersende Le Maire         | ÉP (TUPV)                | ECO                      | 878          | 2,10         |
|                          | Nabil Bouard              | UDI                      | DVD                      | 618          | 1,48         |
|                          | Alain Aubry               | LO                       | EXG                      | 543          | 1,30         |
|                          | Paul Uhalde               | PT                       | EXG                      | 204          | 0,49         |
|                          | Emmanuel Bilongo Mambweni | MT                       | DIV                      | 62           | 0,15         |
|                          | Gaëll Falisz              | NPA-R                    | EXG                      | 18           | 0,04         |
|                          |                           |                          |                          |              |              |
| Votes valides            | Votes valides             | Votes valides            | Votes valides            | 41 817       | 98,18        |
| Votes blancs             | Votes blancs              | Votes blancs             | Votes blancs             | 484          | 1,14         |
| Votes nuls               | Votes nuls                | Votes nuls               | Votes nuls               | 290          | 0,68         |
| Total                    | Total                     | Total                    | Total                    | 42 591       | 100          |
| Abstention               | Abstention                | Abstention               | Abstention               | 27 325       | 39,08        |
| Inscrits / participation | Inscrits / participation  | Inscrits / participation | Inscrits / participation | 69 916       | 60,92        |

#### Deuxième circonscription
- Député sortant : Stéphane Peu (Parti communiste français)

| Candidat                 | Candidat                 | Parti et coalition       | Nuances                  | Premier tour | Premier tour |
| Candidat                 | Candidat                 | Parti et coalition       | Nuances                  | Voix         | %            |
| ------------------------ | ------------------------ | ------------------------ | ------------------------ | ------------ | ------------ |
|                          | Stéphane Peu             | PCF (NFP)                | UG                       | 22 055       | 71,80        |
|                          | Luc Colomas              | RN                       | RN                       | 3 628        | 11,81        |
|                          | Samantha Uk              | MoDem (ENS)              | ENS                      | 2 282        | 7,43         |
|                          | Anasse Kazib             | RP                       | EXG                      | 1 128        | 3,67         |
|                          | Louis-Auxile Maillard    | LR (UDC)                 | LR                       | 798          | 2,60         |
|                          | Agnès Renaud             | LO                       | EXG                      | 491          | 1,60         |
|                          | Maki Théa Marquand       | Équinoxe                 | ECO                      | 334          | 1,09         |
|                          |                          |                          |                          |              |              |
| Votes valides            | Votes valides            | Votes valides            | Votes valides            | 30 716       | 97,74        |
| Votes blancs             | Votes blancs             | Votes blancs             | Votes blancs             | 453          | 1,44         |
| Votes nuls               | Votes nuls               | Votes nuls               | Votes nuls               | 257          | 0,82         |
| Total                    | Total                    | Total                    | Total                    | 31 426       | 100          |
| Abstention               | Abstention               | Abstention               | Abstention               | 25 456       | 44,75        |
| Inscrits / participation | Inscrits / participation | Inscrits / participation | Inscrits / participation | 56 882       | 55,25        |

#### Troisième circonscription
- Député sortant : Thomas Portes (La France insoumise)

| Candidat                 | Candidat                 | Parti et coalition       | Nuances                  | Premier tour | Premier tour | Second tour | Second tour |
| Candidat                 | Candidat                 | Parti et coalition       | Nuances                  | Voix         | %            | Voix        | %           |
| ------------------------ | ------------------------ | ------------------------ | ------------------------ | ------------ | ------------ | ----------- | ----------- |
|                          | Thomas Portes            | LFI (NFP)                | UG                       | 20 648       | 41,68        | 30 688      | 69,71       |
|                          | Denis Crétin-Gielly      | RN                       | RN                       | 10 539       | 21,28        | 13 335      | 30,29       |
|                          | Éric Allemon             | UDI (UDC)                | DVD                      | 5 681        | 11,47        |             |             |
|                          | Patrice Anato            | AC (LC)                  | DVC                      | 5 521        | 11,15        |             |             |
|                          | Stéphanie Richard        | SE                       | DVC                      | 2 710        | 5,47         |             |             |
|                          | Djénéba Diaby            | SE                       | DVC                      | 2 452        | 4,95         |             |             |
|                          | Maxence Buttey           | SE                       | DVD                      | 1 146        | 2,31         |             |             |
|                          | Maëlle Gaucherand        | LO                       | EXG                      | 451          | 0,91         |             |             |
|                          | Sarah Astrid Dacko       | SE                       | DIV                      | 388          | 0,78         |             |             |
|                          | Gaspard Nicolle          | NPA-R                    | EXG                      | 1            | 0,00         |             |             |
|                          |                          |                          |                          |              |              |             |             |
| Votes valides            | Votes valides            | Votes valides            | Votes valides            | 49 537       | 97,69        | 44 023      | 89,65       |
| Votes blancs             | Votes blancs             | Votes blancs             | Votes blancs             | 785          | 1,55         | 4 063       | 8,27        |
| Votes nuls               | Votes nuls               | Votes nuls               | Votes nuls               | 386          | 0,76         | 1 018       | 2,07        |
| Total                    | Total                    | Total                    | Total                    | 50 708       | 100          | 49 104      | 100         |
| Abstention               | Abstention               | Abstention               | Abstention               | 26 770       | 34,55        | 28 398      | 36,64       |
| Inscrits / participation | Inscrits / participation | Inscrits / participation | Inscrits / participation | 77 478       | 65,45        | 77 502      | 63,36       |

#### Quatrième circonscription
- Députée sortante : Soumya Bourouaha (Parti communiste français)

| Candidat                 | Candidat                 | Parti et coalition       | Nuances                  | Premier tour | Premier tour | Second tour | Second tour |
| Candidat                 | Candidat                 | Parti et coalition       | Nuances                  | Voix         | %            | Voix        | %           |
| ------------------------ | ------------------------ | ------------------------ | ------------------------ | ------------ | ------------ | ----------- | ----------- |
|                          | Soumya Bourouaha         | PCF (NFP)                | UG                       | 15 760       | 44,52        | 19 486      | 69,98       |
|                          | Mohamed Awad,            | LFI                      | FI                       | 8 462        | 23,90        | 8 361       | 30,02       |
|                          | Colette Lévêque          | RN                       | RN                       | 5 839        | 16,49        |             |             |
|                          | Hamza Rabehi             | RE (ENS)                 | ENS                      | 2 429        | 6,86         |             |             |
|                          | Micaël Vaz               | LR (UDC)                 | LR                       | 1 982        | 5,60         |             |             |
|                          | Marlène Ley              | LO                       | EXG                      | 344          | 0,97         |             |             |
|                          | Amirdine Farouk          | SE                       | DIV                      | 335          | 0,95         |             |             |
|                          | Sonia Attig              | SE                       | DVG                      | 105          | 0,30         |             |             |
|                          | Omar Mirali              | SE                       | DIV                      | 102          | 0,29         |             |             |
|                          | Matthieu Belin           | NPA-R                    | EXG                      | 25           | 0,07         |             |             |
|                          | Virginie Pottier         | UDI                      | DVD                      | 16           | 0,06         |             |             |
|                          |                          |                          |                          |              |              |             |             |
| Votes valides            | Votes valides            | Votes valides            | Votes valides            | 35 399       | 96,98        | 27 847      | 87,60       |
| Votes blancs             | Votes blancs             | Votes blancs             | Votes blancs             | 811          | 2,22         | 3 227       | 10,15       |
| Votes nuls               | Votes nuls               | Votes nuls               | Votes nuls               | 291          | 0,80         | 713         | 2,24        |
| Total                    | Total                    | Total                    | Total                    | 36 501       | 100          | 31 787      | 100         |
| Abstention               | Abstention               | Abstention               | Abstention               | 30 936       | 45,87        | 35 681      | 52,89       |
| Inscrits / participation | Inscrits / participation | Inscrits / participation | Inscrits / participation | 67 437       | 54,13        | 67 468      | 47,11       |

#### Cinquième circonscription
- Députée sortante : Raquel Garrido (La France insoumise)

| Candidat                 | Candidat                 | Parti et coalition       | Nuances                  | Premier tour | Premier tour | Second tour | Second tour |
| Candidat                 | Candidat                 | Parti et coalition       | Nuances                  | Voix         | %            | Voix        | %           |
| ------------------------ | ------------------------ | ------------------------ | ------------------------ | ------------ | ------------ | ----------- | ----------- |
|                          | Aly Diouara,             | SSDAC - LFI (NFP)        | UG                       | 12 141       | 33,10        | 20 511      | 60,55       |
|                          | Aude Lagarde             | UDI (UDC)                | UDI                      | 9 006        | 24,56        | 13 362      | 39,45       |
|                          | Raquel Garrido           | LFI diss.                | DVG                      | 8 672        | 23,65        | Retrait     | Retrait     |
|                          | Éric Kozelko             | RN                       | RN                       | 6 382        | 17,40        |             |             |
|                          | Rodolphe Feger           | LO                       | EXG                      | 359          | 0,98         |             |             |
|                          | Markeins Pierre          | SE                       | DVG                      | 115          | 0,31         |             |             |
|                          | Tatiana Boutignon        | SE                       | DIV                      | 0            | 0,00         |             |             |
|                          | Hélène Ballouhey         | NPA-R                    | EXG                      | 0            | 0,00         |             |             |
|                          |                          |                          |                          |              |              |             |             |
| Votes valides            | Votes valides            | Votes valides            | Votes valides            | 36 675       | 97,44        | 33 873      | 94,47       |
| Votes blancs             | Votes blancs             | Votes blancs             | Votes blancs             | 596          | 1,58         | 1 378       | 3,84        |
| Votes nuls               | Votes nuls               | Votes nuls               | Votes nuls               | 369          | 0,98         | 605         | 1,69        |
| Total                    | Total                    | Total                    | Total                    | 37 640       | 100          | 35 856      | 100         |
| Abstention               | Abstention               | Abstention               | Abstention               | 28 268       | 42,89        | 30 082      | 45,62       |
| Inscrits / participation | Inscrits / participation | Inscrits / participation | Inscrits / participation | 65 908       | 57,11        | 65 938      | 54,38       |

#### Sixième circonscription
- Député sortant : Bastien Lachaud (La France insoumise)

| Candidat                 | Candidat                 | Parti et coalition       | Nuances                  | Premier tour | Premier tour |
| Candidat                 | Candidat                 | Parti et coalition       | Nuances                  | Voix         | %            |
| ------------------------ | ------------------------ | ------------------------ | ------------------------ | ------------ | ------------ |
|                          | Bastien Lachaud          | LFI (NFP)                | UG                       | 25 777       | 71,68        |
|                          | Nathalie Sack            | UDI (UDC)                | UDI                      | 5 014        | 13,94        |
|                          | Nacéra Salhaoui          | RN                       | RN                       | 4 175        | 11,61        |
|                          | Nathalie Arthaud         | LO                       | EXG                      | 996          | 2,77         |
|                          |                          |                          |                          |              |              |
| Votes valides            | Votes valides            | Votes valides            | Votes valides            | 35 962       | 97,89        |
| Votes blancs             | Votes blancs             | Votes blancs             | Votes blancs             | 518          | 1,41         |
| Votes nuls               | Votes nuls               | Votes nuls               | Votes nuls               | 257          | 0,70         |
| Total                    | Total                    | Total                    | Total                    | 36 737       | 100          |
| Abstention               | Abstention               | Abstention               | Abstention               | 24 086       | 39,60        |
| Inscrits / participation | Inscrits / participation | Inscrits / participation | Inscrits / participation | 60 823       | 60,40        |

#### Septième circonscription
- Député sortant : Alexis Corbière (La France insoumise)

| Candidat                 | Candidat                 | Parti et coalition       | Nuances                  | Premier tour | Premier tour | Second tour | Second tour |
| Candidat                 | Candidat                 | Parti et coalition       | Nuances                  | Voix         | %            | Voix        | %           |
| ------------------------ | ------------------------ | ------------------------ | ------------------------ | ------------ | ------------ | ----------- | ----------- |
|                          | Alexis Corbière          | LFI diss.                | DVG                      | 21 802       | 40,19        | 25 033      | 57,16       |
|                          | Sabrina Ali-Benali       | LFI (NFP)                | UG                       | 19 740       | 36,39        | 18 759      | 42,84       |
|                          | Pauline Breteau          | HOR (ENS)                | ENS                      | 5 458        | 10,06        |             |             |
|                          | Françoise Trova          | RN                       | RN                       | 5 254        | 9,68         |             |             |
|                          | Antoine Toche            | VD - UDI                 | DVD                      | 713          | 1,31         |             |             |
|                          | Éric Verhaeghe           | RL (LC)                  | DVC                      | 518          | 0,95         |             |             |
|                          | Aurélie Jochaud          | LO                       | EXG                      | 344          | 0,63         |             |             |
|                          | Yannick Duterte          | PRCF                     | EXG                      | 180          | 0,33         |             |             |
|                          | Elsa Caudron             | NPA-R                    | EXG                      | 165          | 0,30         |             |             |
|                          | Sébastien Atlani         | DP                       | DIV                      | 78           | 0,14         |             |             |
|                          |                          |                          |                          |              |              |             |             |
| Votes valides            | Votes valides            | Votes valides            | Votes valides            | 54 252       | 98,03        | 43 792      | 91,75       |
| Votes blancs             | Votes blancs             | Votes blancs             | Votes blancs             | 824          | 1,49         | 3 273       | 6,86        |
| Votes nuls               | Votes nuls               | Votes nuls               | Votes nuls               | 267          | 0,48         | 664         | 1,39        |
| Total                    | Total                    | Total                    | Total                    | 55 343       | 100          | 47 729      | 100         |
| Abstention               | Abstention               | Abstention               | Abstention               | 28 114       | 33,69        | 35 757      | 42,83       |
| Inscrits / participation | Inscrits / participation | Inscrits / participation | Inscrits / participation | 83 457       | 66,31        | 83 486      | 57,17       |

#### Huitième circonscription
- Députée sortante : Fatiha Keloua-Hachi (Parti socialiste)

| Candidat                 | Candidat                 | Parti et coalition       | Nuances                  | Premier tour | Premier tour | Second tour | Second tour |
| Candidat                 | Candidat                 | Parti et coalition       | Nuances                  | Voix         | %            | Voix        | %           |
| ------------------------ | ------------------------ | ------------------------ | ------------------------ | ------------ | ------------ | ----------- | ----------- |
|                          | Fatiha Keloua-Hachi      | PS (NFP)                 | UG                       | 19 193       | 49,30        | 24 476      | 68,41       |
|                          | Sébastien Jolivet        | RN                       | RN                       | 9 291        | 23,86        | 11 301      | 31,59       |
|                          | Didier Fort              | SE                       | DVD                      | 5 350        | 13,74        |             |             |
|                          | Franck Yonboue           | LR (UDC)                 | LR                       | 3 844        | 9,87         |             |             |
|                          | Sylvio Valente           | REC                      | REC                      | 634          | 1,63         |             |             |
|                          | Grégory Tobeilem         | LO                       | EXG                      | 509          | 1,31         |             |             |
|                          | Ntela Bardai             | SE                       | EXD                      | 86           | 0,22         |             |             |
|                          | Hélène Dupuy             | NPA-R                    | EXG                      | 27           | 0,07         |             |             |
|                          |                          |                          |                          |              |              |             |             |
| Votes valides            | Votes valides            | Votes valides            | Votes valides            | 38 934       | 97,07        | 35 777      | 92,22       |
| Votes blancs             | Votes blancs             | Votes blancs             | Votes blancs             | 973          | 2,43         | 2 643       | 6,81        |
| Votes nuls               | Votes nuls               | Votes nuls               | Votes nuls               | 201          | 0,50         | 377         | 0,97        |
| Total                    | Total                    | Total                    | Total                    | 40 108       | 100          | 38 797      | 100         |
| Abstention               | Abstention               | Abstention               | Abstention               | 22 608       | 36,05        | 23 937      | 38,16       |
| Inscrits / participation | Inscrits / participation | Inscrits / participation | Inscrits / participation | 62 716       | 63,95        | 62 734      | 61,84       |

#### Neuvième circonscription
- Députée sortante : Aurélie Trouvé (La France insoumise)

| Candidat                 | Candidat                 | Parti et coalition       | Nuances                  | Premier tour | Premier tour |
| Candidat                 | Candidat                 | Parti et coalition       | Nuances                  | Voix         | %            |
| ------------------------ | ------------------------ | ------------------------ | ------------------------ | ------------ | ------------ |
|                          | Aurélie Trouvé           | LFI (NFP)                | UG                       | 29 935       | 63,19        |
|                          | Clara Bourassin          | RN                       | RN                       | 7 156        | 15,11        |
|                          | Manon Chaumette          | MoDem (ENS)              | ENS                      | 7 119        | 15,03        |
|                          | Robenson Pierre          | LR (UDC)                 | LR                       | 2 073        | 4,38         |
|                          | Jean-Paul Burot          | LO                       | EXG                      | 681          | 1,44         |
|                          | Christel Keiser          | PT                       | EXG                      | 407          | 0,86         |
|                          |                          |                          |                          |              |              |
| Votes valides            | Votes valides            | Votes valides            | Votes valides            | 47 371       | 97,90        |
| Votes blancs             | Votes blancs             | Votes blancs             | Votes blancs             | 696          | 1,44         |
| Votes nuls               | Votes nuls               | Votes nuls               | Votes nuls               | 319          | 0,66         |
| Total                    | Total                    | Total                    | Total                    | 48 386       | 100          |
| Abstention               | Abstention               | Abstention               | Abstention               | 27 841       | 36,52        |
| Inscrits / participation | Inscrits / participation | Inscrits / participation | Inscrits / participation | 76 227       | 63,48        |

#### Dixième circonscription
- Députée sortante : Nadège Abomangoli (La France insoumise)

| Candidat                 | Candidat                 | Parti et coalition       | Nuances                  | Premier tour | Premier tour |
| Candidat                 | Candidat                 | Parti et coalition       | Nuances                  | Voix         | %            |
| ------------------------ | ------------------------ | ------------------------ | ------------------------ | ------------ | ------------ |
|                          | Nadège Abomangoli        | LFI (NFP)                | UG                       | 21 282       | 52,60        |
|                          | Monique Trova            | RN                       | RN                       | 7 409        | 18,31        |
|                          | Alain Ramadier           | LR (UDC)                 | LR                       | 7 129        | 17,62        |
|                          | Martial Meyongo Amougou  | RE (ENS)                 | ENS                      | 3 321        | 8,21         |
|                          | Gaëtan Minardi           | LO                       | EXG                      | 563          | 1,39         |
|                          | Praince-Germain Loubota  | REC                      | REC                      | 381          | 0,94         |
|                          | Ahmed El Ouafi           | SE                       | DIV                      | 291          | 0,72         |
|                          | Amèle Bentahar           | SE                       | DIV                      | 84           | 0,21         |
|                          |                          |                          |                          |              |              |
| Votes valides            | Votes valides            | Votes valides            | Votes valides            | 40 460       | 97,79        |
| Votes blancs             | Votes blancs             | Votes blancs             | Votes blancs             | 643          | 1,55         |
| Votes nuls               | Votes nuls               | Votes nuls               | Votes nuls               | 272          | 0,66         |
| Total                    | Total                    | Total                    | Total                    | 41 375       | 100          |
| Abstention               | Abstention               | Abstention               | Abstention               | 26 608       | 39,14        |
| Inscrits / participation | Inscrits / participation | Inscrits / participation | Inscrits / participation | 67 983       | 60,86        |

#### Onzième circonscription
- Députée sortante : Clémentine Autain (La France insoumise - Gauche écosocialiste)

| Candidat                 | Candidat                 | Parti et coalition       | Nuances                  | Premier tour | Premier tour |
| Candidat                 | Candidat                 | Parti et coalition       | Nuances                  | Voix         | %            |
| ------------------------ | ------------------------ | ------------------------ | ------------------------ | ------------ | ------------ |
|                          | Clémentine Autain        | LFI - GES (NFP)          | UG                       | 22 209       | 62,65        |
|                          | Renée Joly               | RN                       | RN                       | 6 694        | 18,88        |
|                          | Faysa Bazini             | HOR (ENS)                | ENS                      | 3 702        | 10,44        |
|                          | Max Maran                | LR (UDC)                 | LR                       | 1 658        | 4,68         |
|                          | Kahina Näit-Kaci         | VD - UDI                 | DVD                      | 801          | 2,26         |
|                          | Charlotte Séchet         | LO                       | EXG                      | 388          | 1,09         |
|                          | Lucien Belzane           | NPA-R                    | EXG                      | 0            | 0,00         |
|                          |                          |                          |                          |              |              |
| Votes valides            | Votes valides            | Votes valides            | Votes valides            | 35 452       | 97,59        |
| Votes blancs             | Votes blancs             | Votes blancs             | Votes blancs             | 570          | 1,57         |
| Votes nuls               | Votes nuls               | Votes nuls               | Votes nuls               | 306          | 0,84         |
| Total                    | Total                    | Total                    | Total                    | 36 328       | 100          |
| Abstention               | Abstention               | Abstention               | Abstention               | 28 289       | 43,78        |
| Inscrits / participation | Inscrits / participation | Inscrits / participation | Inscrits / participation | 64 617       | 56,22        |

#### Douzième circonscription
- Député sortant : Jérôme Legavre (Parti ouvrier indépendant)

| Candidat                 | Candidat                 | Parti et coalition       | Nuances                  | Premier tour | Premier tour | Second tour | Second tour |
| Candidat                 | Candidat                 | Parti et coalition       | Nuances                  | Voix         | %            | Voix        | %           |
| ------------------------ | ------------------------ | ------------------------ | ------------------------ | ------------ | ------------ | ----------- | ----------- |
|                          | Jérôme Legavre           | POI (NFP)                | UG                       | 17 566       | 45,11        | 22 974      | 64,59       |
|                          | Jean-François Perier     | RN                       | RN                       | 10 140       | 26,04        | 12 596      | 35,41       |
|                          | Xavier Lemoine           | Via                      | DVD                      | 5 016        | 12,88        |             |             |
|                          | Virginie Roitman         | HOR (ENS)                | ENS                      | 4 893        | 12,57        |             |             |
|                          | Francis Dijos            | REC                      | REC                      | 546          | 1,40         |             |             |
|                          | Amal Aissaoui            | LO                       | EXG                      | 503          | 1,29         |             |             |
|                          | Dominique Vincenot       | PT                       | EXG                      | 273          | 0,70         |             |             |
|                          | Serjan Kirma             | SE                       | DIV                      | 0            | 0,00         |             |             |
|                          | Didier Martinot          | NPA-R                    | EXG                      | 0            | 0,00         |             |             |
|                          |                          |                          |                          |              |              |             |             |
| Votes valides            | Votes valides            | Votes valides            | Votes valides            | 38 937       | 97,72        | 35 570      | 91,64       |
| Votes blancs             | Votes blancs             | Votes blancs             | Votes blancs             | 650          | 1,63         | 2 596       | 6,69        |
| Votes nuls               | Votes nuls               | Votes nuls               | Votes nuls               | 260          | 0,65         | 648         | 1,67        |
| Total                    | Total                    | Total                    | Total                    | 39 847       | 100          | 38 814      | 100         |
| Abstention               | Abstention               | Abstention               | Abstention               | 26 527       | 39,97        | 27 589      | 41,55       |
| Inscrits / participation | Inscrits / participation | Inscrits / participation | Inscrits / participation | 66 374       | 60,03        | 66 403      | 58,45       |